# Palol de Revardit
Palol de Revardit település Spanyolországban, Girona tartományban. Palol de Revardit Cornellà del Terri, Sant Julià de Ramis, Sant Gregori, Canet d’Adri és Camós községekkel határos. Lakosainak száma 465 fő (2024).

## Népesség
A település népessége az elmúlt években az alábbi módon változott:
| Lakosok száma | 188  | 496  | 553  | 513  | 370  | 420  | 479  | 474  | 455  | 465  |
|               | 1717 | 1887 | 1936 | 1960 | 1986 | 2004 | 2009 | 2014 | 2019 | 2024 |